# 急がせないで
「急がせないで」(Let's Wait Awhile)は、ジャネット・ジャクソンの楽曲で、3枚目のスタジオ・アルバム『コントロール』から5枚目のシングルとして発売された。
ミュージック・ビデオの監督はドミニク・セナが務め、ビデオにはタイマックが相手役として出演している。

## 収録曲
日本盤 7"シングル
1. 急がせないで - 4:35
2. 私のプリティー・ボーイ - 6:32

## カバー
- JUJU（2004年）- シングル「光の中へ」収録。